# Olax dissitiflora
Olax dissitiflora är en tvåhjärtbladig växtart som beskrevs av Oliver. Olax dissitiflora ingår i släktet Olax och familjen Olacaceae. Inga underarter finns listade i Catalogue of Life.